# Stictoleptura nadezhdae
Stictoleptura nadezhdae là một loài bọ cánh cứng trong họ Cerambycidae.